# Jean-Louis Hellouin de Cenival
Jean-Louis Hellouin de Cenival (Paris 7e, 9 décembre 1927 - Allemagne, 6 février 2003) est un égyptologue français.

## Famille
La famille Hellouin de Cenival est une famille d'ancienne bourgeoisie originaire de Normandie. Jean François Hellouin de Cenival 1693-1738), était bourgeois d'Argentan, dans l'Orne.

## Biographie
Jean-Louis Hellouin de Cenival entre au département des antiquités égyptiennes du Musée du Louvre en 1964 et en devient le conservateur en chef de 1982 à 1992. Il est à l'origine de l'informatisation du catalogue du département des antiquités égyptiennes.

## Publications
- Jean-Louis Hellouin de Cenival et Paule Posener-Kriéger, The Abusir Papyri, Londres, British Museum, coll. « Series of Hieratic Texts », 1968
- avec Jean Leclant, Cyril Aldred et Fernand Debono, Le temps des pyramides : de la Préhistoire aux Hyksos (1560 av. J.-C.), Paris, Gallimard, 2006, 352 p. (ISBN 2-07-011863-0).